# Памятник В. И. Ленину (Рязань)
Памятник В. И. Ленину в Рязани расположен на центральной площади у выхода на неё улицы Почтовой. Находится на территории Советского района города.

## Открытие и описание памятника
22 апреля 1957 года в Рязани на одноимённой площади был открыт памятник В. И. Ленину. Сооружение нового монумента приурочено к наступавшему сорокалетию Великой Октябрьской социалистической революции.
Является одним из вариантов традиционных, широко распространённых в СССР монументов вождя Революции. Авторами памятника стали известный советский скульптор-монументалист, народный художник СССР, лауреат трёх Сталинских премий Матвей Генрихович Манизер и народный архитектор СССР, лауреат Ленинской и Сталинской премии Игорь Евгеньевич Рожин.
Бронзовая фигура В. И. Ленина в рост установлена на мощном постаменте из плит красного гранита. Общая высота памятника 13 м. Постамент, наподобие плывущего броненосца, как бы врезается острым концом в лестницу обширного П-образного стилобата с квадратными чашами для цветов по углам. Протяжённый стилобат, постамент строго по центру, вертикаль фигуры придают общей композиции пирамидальный характер и сосредотачивают внимание зрителя на самой скульптуре. Складки распахнутого пиджака Ленина и накинутого на плечи пальто нарушают статичность фигуры и придают силуэту определённую живописность. Призывный жест поднятой вверх руки и форма постамента, напоминающая рассекающий волны нос устремлённого вперёд корабля, раскрывают суть образа Ленина. Рельефы на гранях постамента: серп со снопами пшеницы и молот с наковальней — символизируют союз рабочих и крестьян, к которому обращён призыв вождя.
Памятник В. И. Ленину сооружён на основании Постановления Совета министров РСФСР № 1174 от 7.10.1953. Признан памятником искусства республиканского значения и принят на государственную охрану Постановлением Совета министров РСФСР № 1327 от 30.08.1960. Ныне является объектом культурного наследия регионального значения в соответствии с Постановлением главы администрации Рязанской области «Об утверждении списка памятников истории и культуры, подлежащих охране как памятники местного значения» № 368 от 05.08.1997.

## Некоторые исторические факты
Первый памятник В. И. Ленину в Рязани открыт 1 мая 1937 года на месте снесённой вскоре после Октябрьской революции Александро-Невской часовни. Созданный скульптором Г. Д. Алексеевым из железобетона памятник был обращён в сторону улицы Подбельского. Демонтирован в 1957 году в связи со строительством нового монумента вождю и перемещён в сквер у завода «Рязцветмет», где простоял до 2008 года.
Второй — современный — памятник В. И. Ленину на центральной площади Рязани благополучно простоял с 1957 по 1993 год. 7 октября 1993 года бронзовая фигура вождя была снята и доставлена на склад рязанского завода «Центролит», а на оставшемся постаменте был водружён деревянный выкрашенный зелёной краской крест. В преддверии празднования 900-летия Рязани крест убрали, а нёсшую статую вертикальную часть постамента демонтировали. На освободившемся пространстве были установлены «три купола» художника-графика В. Г. Конопкина, ставшие символом праздника и впоследствии востребованным на протяжении нескольких десятилетий логотипом Рязани. В 1997 году памятник скульптора М. Г. Манизера был восстановлен в исходном виде на прежнем месте. Его торжественное открытие состоялось 12 апреля 1997 года.

## Другие памятники В. И. Ленину в Рязани

М. А. Ульянова и В. Ульянов

- Памятник М. А. Ульяновой и В. Ульянову в Верхнем городском саду. Художественный фонд РСФСР; Мытищинский завод художественного литья, 1958 год. Уникальный и редкий памятник. Подобная скульптура «Мария Александровна с сыном Володей» есть на территории Ленинского мемориала в Ульяновске
- Памятник В. И. Ленину в парке Железнодорожников
- Памятник В. И. Ленину у здания Приборного завода на улице Семинарской
- Памятник В. И. Ленину на территории РГВВДКУ имени В. Ф. Маргелова
- Памятник В. И. Ленину на территории завода «Рязцветмет», скульптор Г. Д. Алексеев (разрушен 15 ноября 2008 года)
- Памятник В. И. Ленину на территории завода «Рязсельмаш» (находится в аварийном состоянии)
- Памятник В. И. Ленину на территории Рязанского областного художественного музея, скульптор А. Л. Котихин. Перемещён сюда с целью сохранения
- Памятник В. И. Ленину у перекрёстка улиц Авиационной и Школьной
- Бюст В. И. Ленина у проходной Рязанского радиозавода на улице Лермонтова
- Бюст В. И. Ленина в сквере у входа в главный корпус РГУ имени С. А. Есенина на улице Свободы (демонтирован, его место в 2015 году заняла другая скульптурная композиция)